# فابريس مارتن
فابريس مارتن (بالفرنسية: Fabrice Martin)‏ مواليد 11 سبتمبر 1986 في بايون، هو لاعب كرة مضرب فرنسي. أصبح محترفا في سنة 2006. وصل إلى المركز 228 في تصنيف الفردي سنة 2012 ليكون الأعلى له منذ ذلك الحين.

## النهائيات

### الزوجي: 3 (الألقاب 2, الوصافة 1)
| الحصيلة | الرقم | التاريخ        | الدورة                                           | الأرضية | الشريك       | المنافس                      | النتيجة                |
| ------- | ----- | -------------- | ------------------------------------------------ | ------- | ------------ | ---------------------------- | ---------------------- |
| الوصافة | 1.    | 8 فبراير 2015  | بطولة زغرب للتنس، كرواتيا                        | صلبة    | راجا بوراف   | مارين دراجانجا هنري كونتينين | 4–6, 4–6               |
| الفوز   | 1.    | 10 يناير 2016  | بطولة تشيناي المفتوحة للتنس، الهند               | صلبة    | أوليفر ماراش | أوستن كرايتشيك بينوا بيير    | 6–3, 7–5               |
| الفوز   | 2.    | 21 فبراير 2016 | بطولة دلراي بيتش الدولية للتنس، الولايات المتحدة | صلبة    | أوليفر ماراش | بوب براين مايك براين         | 3–6, 7–6(9–7), [13–11] |

## روابط خارجية
- فابريس مارتن على موقع رابطة محترفي التنس (الإنجليزية)
- فابريس مارتن على موقع الاتحاد الدولي لكرة المضرب (الإنجليزية)
- فابريس مارتن على موقع خلاصة التنس.كوم (الإنجليزية)
- فابريس مارتن على موقع إي إس بي إن.كوم (الإنجليزية)